# 顶橙樱蛤
顶橙樱蛤（学名：Merisca margaritina），是帘蛤目樱蛤科Merisca属的一种。主要分布于台湾，常栖息在浅海沙底。